# Fazisi-Stadion
Das Fazisi-Stadion ist ein Fußballstadion in der georgischen Hafenstadt Poti, Region Mingrelien und Oberswanetien, im Nordwesten des Landes. Die Anlage bietet 7500 Besuchern Platz und ist die Heimspielstätte des Fußballvereins FC Kolcheti 1913 Poti.

## Geschichte
1961 entstand an diesem Standort das erste Stadion mit 6000 Plätzen. Anfang Dezember 2020 bekam die Bewerbung von Georgien und Rumänien den Zuschlag für die Ausrichtung der U-21-Fußball-Europameisterschaft 2023. Das Turnier wird mit 16 Mannschaften ausgespielt. Je vier Stadien in den beiden Gastgeberländern werden zum Schauplatz des EM-Turniers. Als Spielort wurde auch die Hafenstadt Poti am Schwarzen Meer ausgewählt. Die alte Spielstätte wurde abgerissen, um für ein neues Fußballstadion mit 7500 Sitzplätzen Raum zu schaffen. 2021 konnte es fertiggestellt und eröffnet werden. Die Anlage verfügt über drei Ränge, eine Naturrasenspielfläche sowie eine Flutlichtanlage. Die Haupttribüne ist mit einer bogenförmigen Konstruktion überdacht. Die beiden Hintertortribünen liegen unter freiem Himmel. Auf der Westtribüne hinter dem Tor ist eine Anzeigetafel installiert. Die Bestuhlung aus Kunststoffsitzen trägt die Vereinsfarben weiß und blau. Hinter dem Rang befindet sich ein Trainingsplatz mit Kunstrasenbelag und einer kleinen, überdachten Tribüne mit zwei Sitzreihen. Anfang 2022 wurde es für die EM 2023 durch das größere Ramas-Schengelia-Stadion in Kutaissi ersetzt.